# Deudorix viridens
Deudorix viridens är en fjärilsart som beskrevs av Druce 1891. Deudorix viridens ingår i släktet Deudorix och familjen juvelvingar. Inga underarter finns listade i Catalogue of Life.